# James Nayler
Pour les articles homonymes, voir Naylor.
James Nayler (ou Naylor) (1618 - 21 octobre 1660) est l'un des fondateurs de la Société religieuse des Amis. C'est l'un des plus célèbres prédicateurs quakers de son époque.

## Biographie
James Nayler est né dans la ville de Ardsley, dans le comté de Yorkshire du Sud, en Angleterre. Il rejoint en 1642 l'armée parlementaire lors de la Première Révolution anglaise (du côté des puritains), et sert comme quartier-maître (quartermaster) sous les ordres du général John Lambert jusqu'en 1650.
Après un événement qu'il décrit comme un appel de Dieu, James Nayler renonce à ses biens matériels et se met à la recherche d'une voie spirituelle. Il adhère au quakerisme après sa rencontre avec George Fox en 1652. James Nayler devient l'un des plus célèbres prédicateurs itinérants connus sous le nom de « The Valiant Sixty », il est considéré comme un habile théologien dans les débats. D'après tous les témoignages, il aurait été un homme très charismatique, avec une allure de Christ. Il attire de nombreux fidèles qui lui sont dévoués, ce qui est regardé avec suspicion par d'autres quakers. A diverses occasions, George Fox juge le comportement de Nayler exagéré et incohérent. Une animosité grandit entre les deux hommes et lors d'une visite à Nayler en prison à Exeter, en septembre 1656, Fox a une attitude insultante envers lui.

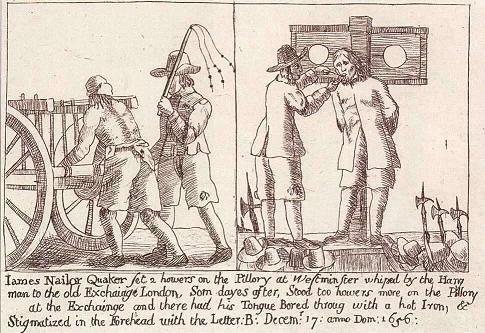
James Nayler au pilori

En octobre 1656, Nayler et ses amis organisent une manifestation qui se révéla désastreuse. Ils jouent l'arrivée du Christ à Jérusalem qui est commémorée le Dimanche des Rameaux, Nayler entre à cheval dans Bristol, suivi de fidèles chantant « Saint, saint, saint » et jetant des habits sur le chemin boueux. Bien que Nayler dénie avoir personnifié Jésus, disant plutôt que « Jésus était en lui » (selon la doctrine quaker de la « lumière intérieure »), il refuse d'expliquer plus avant le sens de cette action, et la dévotion extatique de ceux qui l'accompagnent suffit à convaincre le public de ses prétentions messianiques. Nayler est mis en jugement par le Parlement : son cas est un test pour la tolérance religieuse. Cromwell et les modérés sont pour la tolérance alors que les presbytériens sont opposés. Il est reconnu coupable de blasphème le 16 décembre 1656 et échappe de peu à la peine capitale. Il est condamné à la flagellation, à être marqué au fer avec la lettre B sur le front, à avoir la langue percée, et à deux ans de travaux forcés.
George Fox a été choqué par ces événements, écrivant dans son Journal que Nayler et d'autres ont été pris de folie. Les faits selon la description de Nayler étaient pourtant cohérents avec la théologie quaker. Fox et le mouvement ont néanmoins condamné Nayler publiquement, ce qui n'empêcha pas les critiques hostiles au quakerisme de continuer à utiliser cet incident pour accuser les quakers d'hérétiques.
Aujourd'hui la procession de Nayler ne semble pas particulièrement choquante, en comparaison avec les actes d'autres activistes quakers qui interrompaient les services religieux ou apparaissaient entièrement nus (en signe d'innocence spirituelle). Cependant à cette époque les quakers étaient soumis à de fortes pressions, à cause de la doctrine de la Lumière intérieure qui rend chacun égal au Christ. Dans ce contexte, la symbolique utilisée par Nayler était vue comme une provocation. La Société devient alors plus organisée et se dote d'une procédure d'exclusion, apparemment pour éviter la répétition de tels problèmes.
Nayler quitte la prison en 1659 très diminué physiquement. Il fait acte de repentance et est formellement pardonné par Fox. En octobre 1660, alors qu'il se rend dans sa famille dans le Yorkshire, il est dévalisé et laissé pour mort. Il décède le lendemain (21 octobre) dans la maison d'un médecin quaker. Deux heures avant son décès, il dicte un texte qui est aujourd'hui encore renommé.

## Œuvres
- Écrits spirituels (Spiritual Writings) (1653-1660) [lire en ligne]
  - Épîtres écrits par James Nayler (1653-1660)
  - A Discovery Of The Wisdom which is from Beneath, And The Wisdom which is from Above (1653)
  - Love To The Lost (1656)
  - How Sin Is Strengthened, And How It Is Overcome (1657)
  - A Message from The Spirit Of Truth (1658)
  - A Door Opened To The Imprisoned Seed (1659)
  - What The Possession of the Living Faith Is, And The Fruits Thereof (1659)
  - To The Gathered Churches (1659)
  - To the Life of God in All (confession de James Nayler écrite en 1659)
  - Milk for Babes And Meat for Strong Men (publication posthume en 1661)
    - Version modernisée publiée par Baltimore Yearly Meeting, 2005.
- Testament (There is a spirit ...) (1660) [lire en ligne]

Les tracts de Nayler ont été réunis et publiés en 1716 par son ami George Whitehead, qui a cependant omis les textes les plus controversés.

## Littérature
- Leo Damrosch, The sorrows of the Quaker Jesus  (ISBN 0-674-82143-2)

## Sources
- (en) Cet article est partiellement ou en totalité issu de l’article de Wikipédia en anglais intitulé « James Nayler » (voir la liste des auteurs).